# باشسيز أوجان (أوجان الغربي)
باشسيز أوجان (بالفارسية: باشسیز اوجان) هي مستوطنة تقع في إيران في قسم أوجان الغربي الريفي. يقدر عدد سكانها بـ 466 نسمة .